# Gelendost
Gelendost est une ville et un district de la province d'Isparta dans la région méditerranéenne en Turquie.